# Élections législatives koweïtiennes de 2020
Les élections législatives koweïtiennes de 2020 ont lieu le 5 décembre 2020 afin de renouveler une partie des membres de l’Assemblée nationale du Koweït,. 

## Système électoral
Le parlement unicaméral du Koweït, l’Assemblée nationale, est composé de 50 à 65 membres dont 50 élus pour quatre ans au vote unique non transférable dans cinq circonscriptions de dix sièges chacune. Chaque électeur vote dans sa circonscription pour un candidat, et les dix candidats ayant recueilli le plus de voix dans chacune d'elles sont déclarés élus. Le Koweït est une démocratie non partisane où il n'existe pas de parti politique, tous les candidats se présentent donc sans étiquette, et forment ensuite des groupes parlementaires informels.
L'assemblée est composée d'un nombre variable de parlementaires ex officio en raison de l'incorporation des membres du gouvernement, qui en sont membres de droit. Le Premier ministre doit cependant obligatoirement être l'un des députés élus, et le nombre de membres du gouvernement — Premier ministre compris — est limité au tiers du total des parlementaires élus au scrutin direct, soit 16 membres, ce qui porte le total maximal des membres de l'assemblée à 65. Les membres du gouvernement obtiennent le droit de participer aux votes de l'assemblée, à l'exception des motions de confiance. Les députés élus sont également concernés par cette limitation s'ils deviennent membres du gouvernement, mais redeviennent simples députés s'ils le quittent,.

## Résultats
| Parti                    | Parti                    | Voix    | %   | Sièges | +/-           |  |
| ------------------------ | ------------------------ | ------- | --- | ------ | ------------- |  |
|                          | Indépendants             | 394 131 | 100 | 50     | en stagnation |  |
|                          |                          |         |     |        |               |  |
| Votes valides            | Votes valides            | 394 131 |     |        |               |  |
| Votes blancs et nuls     |                          |         |     |        |               |  |
| Total                    | Total                    |         | 100 | 50     | en stagnation |  |
| Abstentions              |                          |         |     |        |               |  |
| Inscrits / participation | Inscrits / participation | 567 694 |     |        |               |  |

## Analyse
L'opposition progresse nettement et remporte près de la moitié des sièges.